# 藤川陽子
藤川 陽子（ふじかわ ようこ）は、日本の環境科学者、京都大学複合原子力科学研究所准教授。地中や水中に存在する放射能等の吸着特性解明や、自然環境中の極微量のウラン・プルトニウム・水銀等の移行・分布挙動の研究を行っている。

## 略歴

### 学歴
- 1983年 京都大学工学部衛生工学科卒業
- 1985年 京都大学工学研究科衛生工学専攻修士課程修了

### 職歴
- 1985年 京都大学原子炉実験所放射線管理研究部門助手
- 1998年 京都大学原子炉実験所バックエンド工学研究部門助教授

## 研究内容
- 地中放出放射能に基づく公衆の被ばく線量評価
- 放射性廃棄物地中処分場からの放出放射能の確率的移行モデルの開発
- 放射性廃棄物の地中処分、地水圏中の放射能等の地質媒体への吸着特性解明、自然環境中の極微量のウラン・プルトニウム・水銀等の移行・分布挙動、水中難分解性有機物の除去

## 主要著書
- Mercury Transport from Minamata Bay to the Surrounding Sea　Area: Possible Ecological Impact.(1998) GeNii　出版社：In : Comparative Evaluation of Environmental Toxicants,
- 環境水浄化技術 第6章1節「廃棄物利用の吸着材」(2004) GeNii　出版社：シーエムシー出版

## 表彰等
- 大阪ニュークリアサイエンス協会賞、1998年[1]

## 社会貢献活動

### 講演活動
- 放射能土壌汚染セミナー｢土壌・水環境における放射性物質の分布と環境修復の方策｣（2011年8月、大阪大学中之島センター、大阪水・土壌汚染研究会主催）
- 土壌第三者評価セミナー「土壌汚染と放射性セシウム」(2011年10月、ＡＴＣグリーンエコプラザ、Land-eco土壌第三者評価委員会主催）